# NME9
NME9 (англ. NME/NM23 family member 9) – білок, який кодується однойменним геном, розташованим у людей на 3-й хромосомі. Довжина поліпептидного ланцюга білка становить 330 амінокислот, а молекулярна маса — 36 856.
| 10         |  | 20         |  | 30         |  | 40         |  | 50         |
| ---------- |  | ---------- |  | ---------- |  | ---------- |  | ---------- |
| MGSRKKEIAL |  | QVNISTQELW |  | EEMLSSKGLT |  | VVDVYQGWCG |  | PCKPVVSLFQ |
| KMRIEVGLDL |  | LHFALAEADR |  | LDVLEKYRGK |  | CEPTFLFYAG |  | GELVAVVRGA |
| NAPLLQKTIL |  | DQLEAEKKVL |  | AEGRERKVIK |  | DEALSDEDEC |  | VSHGKNNGED |
| EDMVSSERTC |  | TLAIIKPDAV |  | AHGKTDEIIM |  | KIQEAGFEIL |  | TNEERTMTEA |
| EVRLFYQHKA |  | GEEAFEKLVH |  | HMCSGPSHLL |  | ILTRTEGFED |  | VVTTWRTVMG |
| PRDPNVARRE |  | QPESLRAQYG |  | TEMPFNAVHG |  | SRDREDADRE |  | LALLFPSLKF |
| SDKDTEAPQG |  | GEAEATAGPT |  | EALCFPEDVD |  |            |  |            |

A: Аланін

C: Цистеїн

D: Аспарагінова кислота

E: Глутамінова кислота

F: Фенілаланін

G: Гліцин

H: Гістидин

I: Ізолейцин

K: Лізин

L: Лейцин

M: Метіонін

N: Аспарагін

P: Пролін

Q: Глутамін

R: Аргінін

S: Серин

T: Треонін

V: Валін

W: Триптофан

Задіяний у такому біологічному процесі, як альтернативний сплайсинг. 
Локалізований у цитоплазмі, цитоскелеті.